# John Hurt
John Vincent Hurt (Chesterfield, Inglaterra, 22 de enero de 1940-Cromer, Inglaterra, 25 de enero de 2017) fue un actor británico, reconocido por la teleserie Yo, Claudio (1976) y por películas como El expreso de medianoche, El hombre elefante, El prado, El topo, V for Vendetta, Alien, 1984 y varias de la saga de Harry Potter. También se lo recuerda por ser la encarnación oculta del Doctor en Doctor Who como Doctor de la Guerra. Fue candidato en dos ocasiones al Óscar.

## Biografía

### Inicios en el teatro
John Hurt estudió en Kent y en Londres. Trabajó como tramoyista en el Lincoln Repertory y estudió en la Saint Martin School antes de obtener una beca para la Real Academia de Arte Dramático (RADA).
En ese momento, Hurt debutó en distintas compañías de teatro, realizando obras de distintos autores como William Shakespeare o Christopher Marlowe. Sus obras más importantes se produjeron en la compañía de teatro Royal Shakespeare Company, y debutó profesionalmente en el West End en 1962 y obtuvo el Premio de la Crítica por The Dwarfs, de Harold Pinter. Trabajó en montajes teatrales como The Caretaker, también de Pinter; Travesties, de Tom Stoppard, y Un mes en el campo, de Iván Turguénev.

### Televisión
Empezó a trabajar para televisión en 1961 y actuó en papeles notables como el de Calígula en Yo, Claudio (1976) y como Raskólnikov en Crimen y castigo. Aunque fue su interpretación de Quentin Crisp en la miniserie de la BBC The Naked Civil Servant la que lo llevó a hacerse merecedor del BAFTA al mejor actor de televisión, papel que repitió en 2010 en An Englishman in New York.

### Inicios en el cine
En 1966 dio vida a un joven Richard Rich en la galardonada cinta dramática-histórica A Man for All Seasons, la historia de Tomás Moro que ganó seis Óscar y siete BAFTA en 1967.
Se dio a conocer internacionalmente por los largometrajes Midnight Express (1978) y El hombre elefante (1980), interpretando a Joseph Merrick, en esta última bajo la dirección de David Lynch. Por sendas películas ganó dos BAFTA y recibió dos nominaciones a los Óscar al mejor actor de reparto y al mejor actor, respectivamente.
En 1978 protagonizó la película animada Watership Down, basada en la novela homónima de Richard Adams. Dio voz a Hazel, y fue este uno de sus roles en películas animadas más recordados.

### Alien
En 1979, en Alien: el octavo pasajero, de Ridley Scott, tuvo una actuación como miembro del reparto, en el papel de Kane. La impactante escena de su muerte, cuando una criatura extraterrestre incubada en su cuerpo sale al exterior, es aún hoy recordada como una de las más memorables del cine de ciencia ficción.

### Década de 1980
En 1980 participó en la fallida superproducción La puerta del cielo, de Michael Cimino, pero cuatro años después recuperó pujanza en el cine al protagonizar la película de ficción y distopía 1984, junto con Richard Burton, basada en la novela homónima de George Orwell. Esta producción cosechó muy buenas críticas y un buen resultado en taquilla.
Después, bajo la producción de Jim Henson, realizó la famosa serie de televisión The Storyteller, conocida en Hispanoamérica como El narrador de cuentos y en España como El cuentacuentos, que se estrenó en 1988. La trama se basaba en un viejo narrador de cuentos, interpretado por el propio Hurt, quien se sentaba a la luz de una chimenea junto con su perro parlante (una marioneta) a contar historias fantásticas basadas en distintos mitos y leyendas.

### 1990-2000
Al inicio de la década de 1990 protagonizó la película de Roger Corman, Frankestein Unbound, y luego secundarios en cintas muy reconocidas en la taquilla como Rob Roy (1995), de Michael Caton-Jones; Contact, de Robert Zemeckis, y La mandolina del capitán Corelli (2001), de John Madden, junto con Nicolas Cage y Penélope Cruz. Estos éxitos comerciales recompensaron al actor tras el fracaso de otro proyecto anterior, Ellas también se deprimen (1993), de Gus Van Sant.
En 2000 fue muy aclamado por su actuación en el West End de Londres en la obra teatral La última cinta de Krapp, de Samuel Beckett.

### Saga deHarry Potter
En 2001, participó en Harry Potter y la piedra filosofal, donde dio vida a Garrick Ollivander, propietario de la tienda especializada en creación de varitas mágicas «de la mayor calidad en todo el mundo mágico», quien posee la habilidad de encontrar la varita ideal para cada cliente que acude a su tienda, recordando cada una de las varitas que ha vendido en su vida. Es quien le revela a Harry Potter la relación entre lord Voldemort y su cicatriz en forma de rayo.
En 2009 confirmó su regreso para la saga Harry Potter, donde una vez más interpretaría a Garrick Ollivander en la última entrega: Las reliquias de la muerte, en 2010 y 2011, nueve años después de su primera participación en la serie cinematográfica.

### Últimos trabajos

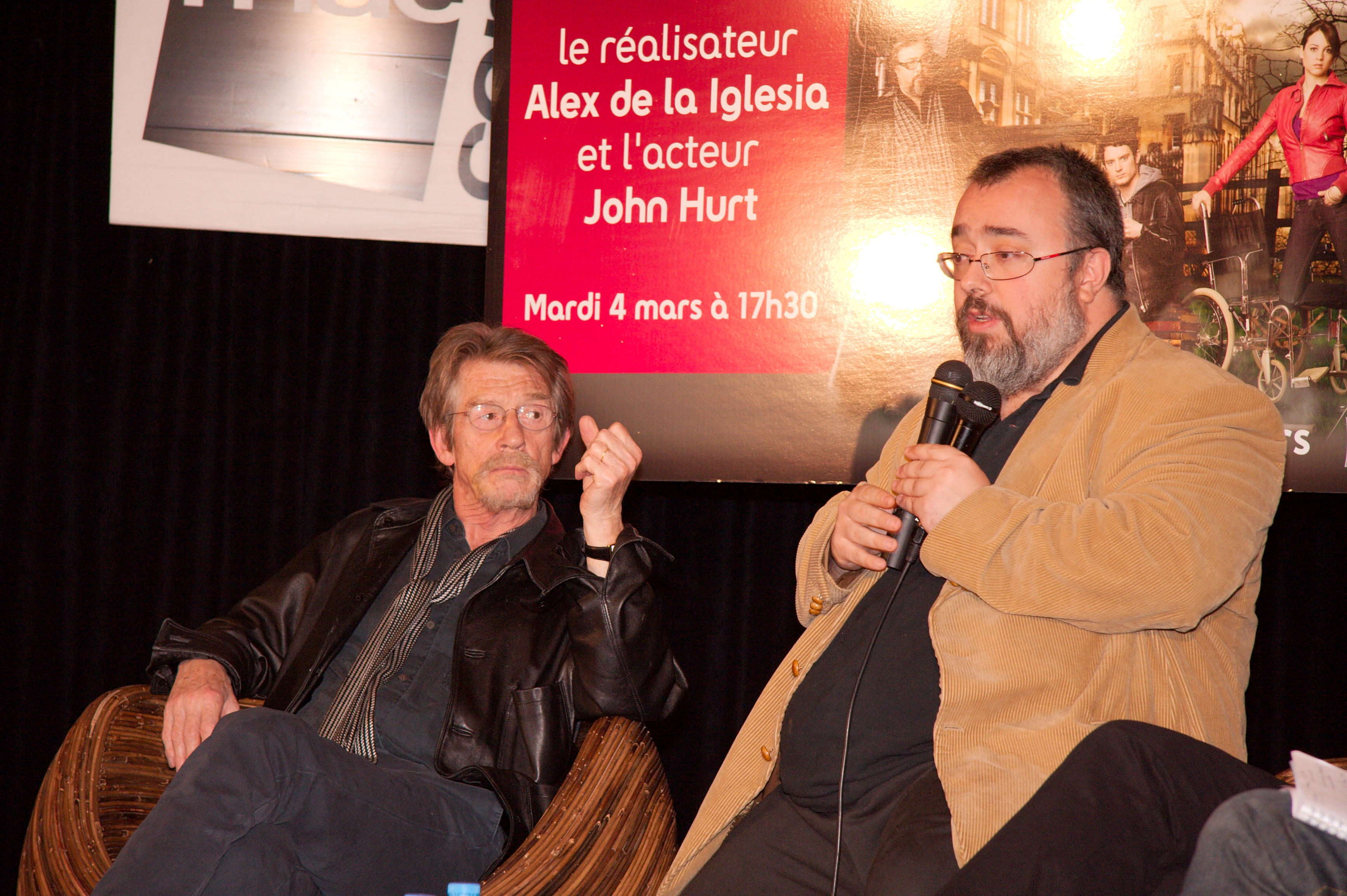
John Hurt y el director de cine Álex de la Iglesia, en 2008.

En 2007, durante el rodaje de la película Los crímenes de Oxford, del director español Álex de la Iglesia, el actor anunció que participaría a las órdenes del director Steven Spielberg, en Indiana Jones y el reino de la calavera de cristal, donde interpretó al profesor Harold Oxley.
En 2011 participó en dos películas destacadas: Melancolía de Lars von Trier (Hurt ya había tenido un papel en Dogville en 2006) y el filme de espionaje Tinker Tailor Soldier Spy de Tomas Alfredson. Uno de sus últimos trabajos fue en Jackie, filme sobre Jackie Kennedy protagonizado por Natalie Portman y dirigido por Pablo Larraín.

### Doctor Who
En 2013, apareció en el último capítulo de la séptima temporada de Doctor Who, «El nombre del doctor», y fue presentado por sorpresa como una encarnación antigua desconocida hasta la fecha del Doctor. En su siguiente aparición, en La noche del doctor, se reveló su identidad como el Doctor Guerrero, una encarnación surgida tras la regeneración del Octavo Doctor, e hizo una aparición en el episodio donde aparecía mucho más joven mediante el montaje de una imagen de archivo. En El día del doctor, el episodio especial del quincuagésimo aniversario de la serie, tuvo un papel más protagonista, pues compartió cartel con Matt Smith, el doctor titular de la serie en ese momento, y con David Tennant, el Doctor precedente. Al final de ese episodio se mostró el inicio de su transformación en el Noveno Doctor, interpretado por Christopher Eccleston, confirmándose así que su Doctor estaba situado entre el Octavo y el Noveno.

### Fallecimiento
Tanto en el cine como en la televisión, Hurt protagonizó múltiples muertes.
«Creo que tengo el récord», dijo en una ocasión. «Llegó un punto en que mis hijos no me preguntaban si me moría, sino cómo me moría».
Con el título The Many Deaths of John Hurt (Las múltiples muertes de John Hurt), un video de YouTube recopila sus muertes ficticias en 4 minutos y 30 segundos, desde The Wild and the Willing (1962) hasta Tinker Tailor Soldier Spy (2011): un total de 40.
Una de las muertes más memorables fue la de su personaje Kane, la primera víctima en Alien (Ridley Scott, 1979) en la que cae sobre una mesa y un Alien con forma de serpiente sale de su pecho.
En 2015 se le diagnosticó cáncer de páncreas, del que murió el 25 de enero de 2017  a los 77 años de edad. Al morir, Hurt tenía tres películas sin estrenar, en etapa de posproducción, y estaba en plena filmación de otra sobre la figura de Winston Churchill.

## Filmografía parcial

### Cine
- 2018: Damascus Cover
- 2017: That Good Night
- 2017: My Name Is Lenny
- 2016: Jackie
- 2014: Hércules
- 2013: Snowpiercer
- 2013: Only Lovers Left Alive
- 2011: La confesión
- 2011: Immortals
- 2011: Tinker Tailor Soldier Spy
- 2011: Melancholia
- 2010-2011: Harry Potter y las reliquias de la muerte: Parte 1 y Parte 2
- 2009: 44 Inch Chest
- 2009: Outlander
- 2008: Hellboy 2: El Ejército Dorado
- 2008: Indiana Jones y el reino de la calavera de cristal
- 2007: Los crímenes de Oxford
- 2006: El perfume
- 2006: V for Vendetta
- 2005: Disparando a perros
- 2005: Valiant
- 2005: La llave del mal
- 2004: Hellboy
- 2003: Dogville
- 2002: Crimen y castigo
- 2001: Harry Potter y la piedra filosofal
- 2001: La mandolina del capitán Corelli
- 2000: La película de Tigger (voz)
- 1997: Contact
- 1995: Rob Roy
- 1993: Ellas también se deprimen
- 1993: Monolith
- 1990: El prado
- 1990: Frankenstein Unbound
- 1989: Scandal
- 1987: Spaceballs
- 1985: Taron y el caldero mágico (voz)
- 1984: 1984 (Nineteen Eighty-Four)
- 1984: La venganza (The Hit)
- 1982: Partners
- 1982: Los perros de la plaga (voz)
- 1981: Fuga de noche
- 1980: El hombre elefante
- 1980: La puerta del cielo
- 1979: Alien, el octavo pasajero
- 1978: Midnight Express
- 1978: Watership Down (voz)
- 1975: The Ghoul
- 1974: Little Malcolm
- 1971: El estrangulador de Rillington Place
- 1969: Sinful Davey
- 1969: Before Winter Comes
- 1968: Buscando a Gregory (In Search of Gregory)
- 1966: A Man for All Seasons
- 1964: This Is My Street
- 1962: The Wild and the Willing

### Televisión
- 2013: Doctor Who («El nombre del doctor», «La noche del doctor» y «El día del doctor»)
- 2012: Laberinto (miniserie de 2 capítulos)
- 2008-2012: Merlín
- 1987: The Storyteller
- 1976: Yo, Claudio

## Premios y reconocimientos

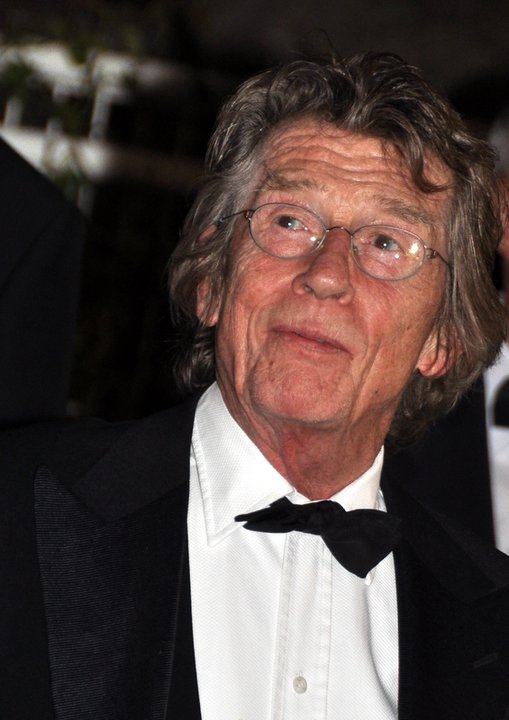
John Hurt en el Festival de Cannes de 2011

Premios Óscar
| Año  | Categoría              | Película                 | Resultado |
| ---- | ---------------------- | ------------------------ | --------- |
| 1979 | Mejor actor de reparto | El expreso de medianoche | Nominado  |
| 1981 | Mejor actor            | El hombre elefante       | Nominado  |

Premios Globo de oro
| Año  | Categoría              | Película           | Resultado |
| ---- | ---------------------- | ------------------ | --------- |
| 1981 | Mejor actor - Drama    | El hombre elefante | Nominado  |
| 1979 | Mejor actor de reparto | Midnight Express   | Ganador   |

Premios BAFTA
| Año  | Categoría                                                     | Película                                                      | Resultado |
| ---- | ------------------------------------------------------------- | ------------------------------------------------------------- | --------- |
| 2011 | Premio BAFTA: Por su destacada contribución al cine británico | Premio BAFTA: Por su destacada contribución al cine británico | Ganador   |
| 2010 | Mejor actor de televisión                                     | An Englishman in New York                                     | Nominado  |
| 1990 | Mejor actor de reparto                                        | El prado                                                      | Nominado  |
| 1980 | Mejor actor                                                   | El hombre elefante                                            | Ganador   |
| 1979 | Mejor actor de reparto                                        | Alien: el octavo pasajero                                     | Nominado  |
| 1978 | Mejor actor de reparto                                        | Midnight Express                                              | Ganador   |
| 1975 | Mejor actor de televisión                                     | The Naked Civil Servant                                       | Ganador   |
| 1971 | Mejor actor de reparto                                        | El estrangulador de Rillington Place                          | Nominado  |